# Okres Bruck an der Leitha
Okres Bruck an der Leitha je rakouský okres ve spolkové zemi Dolní Rakousko.

## Poloha okresu
Okres se rozkládá jihovýchodně od Vídně a jižně od řeky Dunaje. Na severovýchodě hraničí se Slovenskem (přesněji s jeho hlavním městem Bratislavou). Jeho severním sousedem je rozsáhlý okres Gänserndorf, na západě sousedí s okresy Mödling a Baden. Jižní hranici má okres společnou s Burgenlandskem. Vzdálenost od zemského hlavního města St. Pöltenu je asi 100 km.

## Povrch okresu
Střed okresu a oblasti kolem Dunaje vyplňují nížiny do 200 m n. m. Mezi Dunajem a středem okresu najdeme občasné pahorkatiny, které výšku 200 m n. m. přesahují, ale ne nijak výrazně. Při jižní hranici okresu (s Burgenlandskem) najdeme pohoří Litavské vrchy (Leithagebirge), jehož nejvyšší vrcholy ale nedosahují ani 500 m n. m. Středem okresu protéká řeka Fischa ústící do Dunaje.

## Správní členění
- Au am Leithaberge
- Bad Deutsch-Altenburg
- Berg
- Bruck an der Leitha (7311 obyvatel)
- Ebergassing
- Enzersdorf an der Fischa
- Fischamend
- Göttlesbrunn-Arbesthal
- Götzendorf an der Leitha
- Gramatneusiedel
- Hainburg an der Donau (5651 obyvatel)
- Haslau-Maria Ellend
- Himberg
- Hof am Leithaberge
- Höflein
- Hundsheim
- Klein-Neusiedel
- Lanzendorf
- Leopoldsdorf
- Mannersdorf am Leithagebirge (3731 obyvatel)

Obce v okrese Bruck an der Leitha

- Maria-Lanzendorf
- Moosbrunn
- Petronell-Carnuntum
- Prellenkirchen
- Rauchenwarth
- Rohrau
- Scharndorf
- Schwadorf
- Schwechat
- Sommerein
- Trautmannsdorf an der Leitha
- Wolfsthal
- Zwölfaxing